# Erodium litvinowii
Erodium litvinowii är en näveväxtart som beskrevs av Jurij Nikolajevitj Voronov. Erodium litvinowii ingår i släktet skatnävor, och familjen näveväxter. Inga underarter finns listade i Catalogue of Life.